# Kiminini
Kiminini es una localidad de Kenia, perteneciente al condado de Trans-Nzoia.
Tiene 11 659 habitantes según el censo de 2009. Se sitúa al sur del condado, en la carretera A1.

## Demografía
Los 11 659 habitantes de la localidad se reparten así en el censo de 2009:
- Población urbana: 5523 habitantes (2597 hombres y 2926 mujeres)
- Población periurbana: 6136 habitantes (2770 hombres y 3366 mujeres)
- Población rural: no hay población rural en esta localidad

## Transportes
La localidad está atravesada de norte a sur por la carretera A1, que recorre el oeste del país desde Sudán del Sur hasta Tanzania. Al norte, esta carretera lleva a Kitale, Kapenguria, Lodwar y Kakuma. Al sur, la A1 lleva a Kakamega, Kisumu y Migori.